# Ilattia meeki
Ilattia meeki là một loài bướm đêm trong họ Noctuidae.